# ساموئل دی. جکسون
ساموئل دی. جکسون (به انگلیسی: Samuel D. Jackson) سناتور سابق عضو حزب دموکرات ایالات متحده آمریکا بود. وی در سال ۱۹۴۴ میلادی سناتور ایالت ایندیانا در سنای ایالات متحده آمریکا بود.